# Osoba
Treść tego artykułu od 2024-06 może nie być zgodna z zasadami neutralnego punktu widzenia,
ponieważ Główka powinna być pisana neutralnie, obecnie przyjmuje chrześcijańską (katolicką) perspektywę. Język dalszych części też nie jest neutralny.
Dokładniejsze informacje o tym, co należy poprawić, być może znajdują się w dyskusji tego artykułu.
 Po wyeliminowaniu niedoskonałości należy usunąć szablon {{Dopracować}} z tego artykułu.
Osoba (πρόσωπον [prosopon], łac. persona) – podmiot o rozumnej naturze. Może nim być człowiek, a także Bóg, rozumiany jako byt wyróżniający się najdoskonalszą formą istnienia. Pierwotnie, zarówno po grecku, jak i po łacinie słowo to oznaczało „maskę”, którą zakładali aktorzy w teatrze starożytnym. Następnie zaczęto go używać w odniesieniu do roli, jaką jednostka odgrywa w dramacie życia.  We współczesnej filozofii pojęcie kluczowe dla chrześcijańskiego i niechrześcijańskiego personalizmu, mającego źródła w chrześcijańskim (zwłaszcza tomistycznym) rozumieniu człowieka jako bytu odrębnego od świata rzeczy, przyrody, w tym także zwierząt.

## Historia

### Epoka patrystyczna
Początkowo, za czasów Ojców Kościoła definicja osoby kształtowała się w dyskusjach wokół tajemnicy Trójcy Świętej, gdzie persona i hypostasis były synonimami. Dopiero później stała się tematem antropologii filozoficznej. Jedną z pierwszych definicji osoby podał wczesnochrześcijański myśliciel rzymski Boecjusz (480-524) w traktacie O osobie Chrystusa i jej dwóch naturach (PL 64,1343). Definicja ta stała się później klasyczną: Substancja indywidualną mającą rozumną naturę  / (łac.) naturae rationalis individua substantia/.

### Średniowiecze
W XII w. przyjęła się też definicja osoby sformułowana przez Ryszarda ze św. Wiktora: naturae intellectualis incommunicabilis existentia.
Według klasycznej arystotelesowskiej definicji, którą przejął i rozpowszechnił tomizm, człowiek to zwierzę rozumne (ang. animal rationale), czyli osoba. Oznacza to, że natura człowieka jest dwoistą jednością – posiada on niematerialną, zupełnie różną od zwierzęcej, duszę rozumną ożywiającą ciało i wyrażającą się poprzez nie. W długiej europejskiej tradycji intelektualnej człowiek był i jest powszechnie uznany za istotę jednocześnie będącą częścią świata zwierzęcego, a jednocześnie go przekraczającą, transcendującą – właśnie poprzez swoją rozumność.

### Myśl nowożytna
John Locke (1632-1704) sformułował definicję osoby na zupełnie innych założeniach. Utożsamił ją z kimś posiadającym świadomość własnego istnienia i pamięć, zapewniającą kontynuację świadomości swej tożsamości.

## W filozofii współczesnej
Dla Maxa Schelera (1874-1928), osoba jest kimś cechującym się jednością istnienia, jest podmiotem wiedzy metafizycznej. Charles Taylor zebrał istotne elementy rozumności człowieka, stanowiące o jego bycie osobowym i wyróżniające go w świecie zwierząt:

Gdzie jest czymś więcej niż po prostu synonimem «istoty ludzkiej», «osoba» obecna jest przede wszystkim w kwestiach dotyczących moralności i prawa. Osoba jest to byt o pewnym moralnym statusie oraz będący podmiotem praw. U podłoża statusu moralnego muszą się znajdować, jako warunek konieczny, określone zdolności. Osoba jest istotą, która ma poczucie siebie, ma pojęcie o przyszłości i przeszłości, może posiadać wartości, dokonywać wyborów; krótko mówiąc, może podejmować plany na swoje życie. Osoba musi być co najmniej taką istotą, która jest zasadniczo do wszystkiego tego zdolna, jakkolwiek by te zdolności były uszkodzone w praktyce.

### Personalizm
Osoba jest ważnym pojęciem dla personalizmu. Francuski personalista chrześcijański Emmanuel Mounier (1905-1950) rozumiał osobę jako podmiot zdolny do życia społecznego i łączenia się ze wspólnotą bez rozbicia swej podmiotowości i indywidualności. Osoba jest więc nazywana „więzią bytu”. W pojęciu osoby występuje według personalistów antynomia fundamentalna – osobą jest się przez inną osobę lub osoby, czyli osobą jest się dzięki swej całkowitej relacyjności względem innych osób i całej rzeczywistości i Boga. Dopiero wtedy uzyskuje własną tożsamość. Celem człowieka-osoby jest rozwój społecznej komunikacji i wzajemne ubogacanie się. Według Jacques’a Maritaina (1882-1973), osoba nie może być zredukowana do czynników czysto naturalnych.

### Fenomenologia
Według fenomenologa Romana Ingardena (1893-1970), o istocie osoby stanowi centrum bytowe, którym jest Ja osobowe, zogniskowane w świadomym podmiocie. Osoba nie jest oczywiście samym strumieniem świadomości, podlega zmianom historycznym. Wykracza poza sam ogół zdarzeń i procesów dzięki trwałemu rdzeniowi, będącemu podstawą rozwoju, jak i konfrontacji ze światem.

### Karol Wojtyła
Dla Karola Wojtyły odkrycie pojęcia osoby dokonywało się poprzez próbę syntezy klasycznej filozofii człowieka, m.in. takich autorów jak Platon, Arystoteles, Augustyn z Hippony, Tomasz z Akwinu, i współczesnej filozofii świadomości, takich autorów jak Max Scheler i Immanuel Kant. Jego filozofię człowieka – autonomiczną w swych odpowiedziach wobec wiary – konkretne pytania o to, kim jest i kim może się stać człowiek?, inspirował także mistycyzm Jana od Krzyża. Podczas gdy tomizm podchodzi do zagadnienia człowieka odnosząc go do Boga, który jest centrum zainteresowania, jako źródło i stwórca wszechświata, ośrodkiem refleksji Wojtyły jest człowiek jako osoba, jako rzeczywistość stająca się poprzez czyny.
W okresie, gdy wykładał na KUL-u w Lublinie szukał najbardziej dogodnego sposobu wglądu we wnętrze człowieka-osoby. Znalazł ten sposób poprzez analizę czynu osoby. Gdyż poprzez czyn, działanie wyraża człowiek swoje wnętrze, gdyż wychodzi ono wtedy na zewnątrz, odsłania się, może stać się przedmiotem wglądu i oglądu.
Konstruując swoją refleksję personalistyczną Wojtyła korzystał ze szkieletu pojęciowego tomizmu, uzupełniając go jednak o elementy analizy fenomenologicznej; jest to metoda podobna do tej, której używała Edyta Stein. Jak zauważył Rocco Buttiglione w refleksji K. Wojtyły nad pojęciem osoby filozofia tomistyczna jest „cały czas niejako obecna jako wielka hipoteza fundamentalna, która jest weryfikowana poprzez analizę fenomenologiczną i która – z drugiej strony – nieustannie pilotuje tę analizę, pozwalając uzyskać jej większą głębię”. J. Galarowicz pokazał, że mimo ważnej roli tomizmu w refleksji Wojtyły, nie filozofia bytu jest mu najbliższa, lecz zagadnienia antropologiczno-personalistyczne, dlatego można go określić jako kontynuatora tradycji sokratyczno-augustyńskiej oraz nurtu filozofii ludzkiego istnienia.
Poglądy Wojtyły można streścić w słowach: człowiek jest osobą. Szczególnym punktem zainteresowania, wokół których dokonywała się jego refleksja, były wolność i moralność, przejawiające się zwłaszcza w relacji mężczyzna-kobieta. Refleksja ta została rozwinięta przez K. Wojtyłę w książce o „teologii ciała”, przygotowanej przez biskupa Krakowa tuż przed jego wyborem na papieża, a następnie opublikowanej w formie papieskich katechez środowych, głoszonych w czasie audiencji generalnych. Katechezy te zostały opublikowane jako książka „Mężczyzną i niewiastą stworzył ich”.
Myśl personalistyczna Wojtyły znalazła swój wyraz także w jego pracach dotyczących katolickiej nauki społecznej.

### Wybrane dyskutowane zagadnienia

#### Osoba a świadomość
Peter Singer, współczesny filozof, etyk, uznaje, że osobami są tylko istoty samoświadome. Możliwe, że samoświadomość (czyli pojmowanie, „ideę samego siebie” w sposób doświadczalny) ukazuje zdolność rozpoznawania siebie w lustrze, tzw. test lustra. Pojawia się ona u dzieci w 18 miesiącu po urodzeniu. Według badań Phililpe'a Rochata już 2-3 miesięczne dzieci mają zdolność rozróżniania wizualnej informacji dotyczącej własnego ciała. Świadomość można stracić na skutek zespołów zaburzeń świadomości, np. śpiączki.

#### Osobowość nie-ludzi
Według Mary Migday określenie osoby należy przyznać także delfinom, ze względu na ich życie emocjonalne.
W 2013 roku rząd Indii uznał za osoby delfinowate, na podstawie badań nad ich tożsamością, uczuciami i komunikacją. Great Ape Project dąży do przyznania określonych praw człowieka wszystkim małpom człowiekowatym, co zostało już uczynione w 2007 roku na Balearach.
Możliwe, że w przyszłości status osoby zostanie przyznany również posiadaczom sztucznej inteligencji.
Również otwartymi pozostają kwestie istnienia kosmitów i istot, których egzystencja jest postulowana przez religie[niewiarygodne źródło?].